# Ausdehnungsbereich
In der Mikrofonierung ist der geometrische Ausdehnungsbereich des Klangkörpers der sich ergebende, sichtbare Gesamtwinkel 2 · θ’max des Orchesterbereichs (also der Grenzen des Musik-Ensembles) allein vom Standpunkt des Mikrofonsystems aus gesehen. ("Klangkörper" bezeichnet im Bereich der E-Musik z. B. ein (Sinfonie-)Orchester, ein Chor, eine Orgel, ein Streichquartett oder ein Klaviertrio.) Der Gesamtwinkel geht vom Betrachter am Ort des Mikrofonsystems aus und geht bis an die sichtbaren Außengrenzen links und rechts der Musikgruppierung.
{\displaystyle \tan \theta '_{\max }={\frac {e/2}{d}}}
1. Der Ausdehnungsbereich ist nur von der Breite e des Orchesters und dem Abstand d der Mikrofonebene des Mikrofonsystems vom Klangkörper abhängig.
2. Der Ausdehnungsbereich (eines Klangkörpers) 2 · θ’max ist nicht mit dem Aufnahmebereich (eines Mikrofonsystems) 2 · θmax zu verwechseln.
3. Nur wenn der sichtbare „Ausdehnungsbereich des Klangkörpers“ (Orchesterausdehnung) mit dem unsichtbaren „Aufnahmebereich des Stereo-Mikrofonsystems“ übereinstimmt, wird der Klangkörper bei der Stereowiedergabe, also die Lokalisation der Abbildungsbreite von Lautsprecher zu Lautsprecher, auf der vollen Stereobasis richtig abgebildet.

Etwas völlig anderes als den Ausdehnungsbereich des Orchesters stellt der feste Aufnahmebereich eines Mikrofonsystems (Mikrofonaufnahmebereich) dar.